# Agathia diplochorda
Agathia diplochorda är en fjärilsart som beskrevs av Louis Beethoven Prout 1916. Agathia diplochorda ingår i släktet Agathia och familjen mätare. Inga underarter finns listade i Catalogue of Life.